# 上天草市立上小学校
上天草市立上小学校（かみあまくさしりつ かみしょうがっこう）は、熊本県上天草市大矢野町にある小学校。

## 沿革
- 1875年（明治8年）- 上小学校創立
- 1876年（明治9年）4月 - 上村小学校賤之女分教場設置
- 1879年（明治12年）- 上村・中村二か村組合立大野小学校発足
- 1887年（明治20年）4月 - 賤之女分校舎を諏訪原に移転
- 1892年（明治25年）9月15日 - 野釜・江後・柳浦に分教場を設置
- 1905年（明治38年）10月1日 - 学校組合を解消し、上村尋常小学校と改称。賤之女・野釜を分教場とする
- 1918年（大正7年）4月1日 - 上村尋常高等小学校と改称
- 1941年（昭和16年）4月1日 - 上村立上国民学校と改称
- 1947年（昭和22年）4月1日 - 上村立上小学校と改称。
- 1954年（昭和29年）4月1日 - 大矢野町立上小学校と改称
- 1982年（昭和57年）4月1日 - 賤之女分校が上北小学校として独立
- 1997年（平成9年）- 野釜分校廃止
- 2004年（平成16年）- 上天草市立上小学校と改称
- 2012年（平成24年）- 上天草市立上北小学校を統合

## クラブ活動

### 運動部
- 野球部
- バレー部
- バスケット部
- 総合運動部